# Emile Noël
Emile Noël (* 17. November 1922 in Konstantinopel; † 24. August 1996 in Agliano) war ein hoher französischer EU-Beamter und Protagonist der europäischen Integration.

## Leben und Wirken
Emile Noël erfuhr nach seiner Schulzeit eine Ausbildung an der École normale supérieure (Paris). Während der deutschen Besetzung Frankreichs war er in der Résistance aktiv. Frühzeitig entwickelte sich bei ihm das Interesse an der Förderung der europäischen Integration. 1949 wurde er Mitarbeiter im Sekretariat der französischen Europabewegung. Gleich zu Beginn der Entwicklung des Europarates fand er dort eine Beschäftigung und arbeitete ab 1950 als Sekretär des Ausschusses für Allgemeine Angelegenheiten. Von 1952 bis 1954 vertrat er den Europarat in der parlamentarischen Versammlung der Montanunion. Anschließend arbeitete er als Kabinettschef von Guy Mollet, dem Präsidenten der Beratenden Versammlung des Europarats. Als dieser 1956 französischer Ministerpräsident wurde, folgte Noël diesem als Mitarbeiter. Mit dem Amtsantritt von Walter Hallstein als Präsident der EWG-Kommission wurde er dann dort Exekutivsekretär, ab 1967 Generalsekretär der EU-Kommission. Dieses Amt hatte Noël bis 1987 inne. Sein letztes Amt war dann bis 1993 die Leitung des Europäischen Hochschulinstituts in Florenz.
Führend wirkte Noël außerdem im Centre International de Formation Européenne. In besonderem Maße trat er für die deutsch-französische Verständigung und die Fortentwicklung der europäischen Integration ein.

## Schriften
- So funktioniert Europa (= Schriftenreihe Europäische Wirtschaft, Bd. 92). Nomos, Baden-Baden 1978, ISBN 3-7890-0418-9.
- Perspektiven und Probleme der Europäischen Gemeinschaft. In: Integration. Vierteljahreszeitschrift des Instituts für Europäische Politik, Bd. 10 (April 1987), S. 47–54.
- Die Organe der Europäischen Gemeinschaft. Neuaufl. Amt für amtliche Veröffentlichungen der EG, Luxemburg 1991.
- Einige Überlegungen zum Europa von Morgen. CEDEFOP, Berlin 1991.
- A new institutional balance? In: Paul Michael Lützeler (Hrsg.): Europe after Maastricht. American and European perspectives. Berghahn Books, Providence 1994, S. 16–25, ISBN 1-57181-020-X.
- Perspektiven und Probleme der Europäischen Gemeinschaft. In: Rudolf Hrbek (Hrsg.): Die Europäische Union als Prozeß. Europa-Union Verlag, Bonn 1998, S. 246–254, ISBN 3-7713-0557-8.

Festschriften
- Festschrift für Emile Noël, Generalsekretär der Europäischen Kommission von 1958 bis 1987. Amt für amtliche Veröffentlichungen der Europäischen Gemeinschaften, Luxemburg 1990.
- Stephen Martin (Hrsg.): The contruction of Europe. Essays in honour of Emile Noël. Kluwer, Dordrecht 1994, ISBN 0-7923-2969-4.